# Rivulus kayabi
Rivulus kayabi är en fiskart som beskrevs av Costa 2008. Rivulus kayabi ingår i släktet Rivulus och familjen Rivulidae. Inga underarter finns listade i Catalogue of Life.